# Productora ejecutiva (episodio de Los Soprano)
"Productora ejecutiva" (título original en inglés: "D-Girl") es el vigésimo episodio de la serie de HBO Los Soprano y el séptimo de la segunda temporada de la serie. Fue escrito por Todd A. Kessler, dirigido por Allen Coulter y estrenado el 27 de febrero de 2000 en Estados Unidos.

## Protagonistas
- James Gandolfini como Tony Soprano.
- Lorraine Bracco como Dr. Jennifer Melfi
- Edie Falco como Carmela Soprano.
- Michael Imperioli como Christopher Moltisanti.
- Dominic Chianese como Corrado Soprano, Jr.*
- Vincent Pastore como Pussy Bonpensiero.
- Steven Van Zandt como Silvio Dante. *
- Tony Sirico como Paulie Gualtieri. *
- Robert Iler como Anthony Soprano, Jr.
- Jamie-Lynn Sigler como Meadow Soprano.
- Drea de Matteo como Adriana La Cerva.
- David Proval como Richie Aprile.
- Aida Turturro como Janice Soprano.
- y Nancy Marchand como Livia Soprano.
- * = sólo en los créditos

### Protagonistas invitados
| - Jon Favreau (director) como él mismo. - Sandra Bernhard como ella misma. - Janeane Garofalo como ella misma. - Alicia Witt como Amy Safir. - Louis Lombardi, Jr. como Agente Skip Lipari. - Toni Kalem como Angie Bonpensiero. - Arthur Barnes como guardia de seguridad. - Stephen Bienskie como empleado del hotel. - John Devlin como director asistente. | - Dominic Fumusa como Gregory Moltisanti. - Andersen Gabrych como recepcionista UTA. - Bryan Matzkow como mánager del hotel. - Andrea Maulella como Michele Forman. - Jason Minter como Bellman. - Frank Pando como Agente Grasso. - Steve Porcelli como Matt Bonpensiero. - Elizabeth Reaser como Stace. - Asa Somers como Blaine Richardson. |